# Scolia fuciformis
Scolia fuciformis (лат.) — вид ос-сколий рода Scolia (Scoliidae).

## Распространение
Евроазиатский степной вид. Западная и Южная Европа, Закавказье, Малая Азия, Северная Африка (Египет), в восточной части ареала доходит до Иркутска.

## Описание
Среднего размера осы, длина 1—2 см. Крылья двуцветные: серые в вершинной части и желтоватые в основной. Тело окрашено в чёрный цвет с жёлтыми отметинами (жёлтые боковые пятна на II—III тергитах брюшка и голове), покрыто относительно длинными волосками. Глаза крупные, почковидные. Усики самок состоят из 12, а самцов — из 13 члеников. Тазики передних ног соприкасаются, а средние и задние тазики широко расставленные. В передних крыльях есть две радиомедиальные ячейки и одна замкнутая дискоидальная ячейка; вторая возвратная жилка отсутствует. Голова чёрная, но с жёлтым рисунком (в то время как у близкого вида Scolia fallax голова полностью чёрная, а у Scolia galbula — полностью жёлтая). Личинки эктопаразиты пластинчатоусых жуков. Самка сколии парализует жука и откладывает на него яйцо, в дальнейшем личинка развивается за счёт жертвы. В Крыму зафиксировано питание взрослых ос на цветках Koelreuteria paniculata (Sapindaceae), Melilotus albus (Fabaceae), Eryngium campestre, Eryngium maritimum (Apiaceae), Carduus uncinatus, Centaurea adpressa, Cirsium vulgare, Onopordum tauricum, (Asteraceae), Marrubium peregrinum (Lamiaceae) и Cynanchum acutum (Apocynaceae).